# 圣乔治莱班
圣乔治莱班（法語：Saint-Georges-les-Bains，法語發音：[sɛ̃ ʒɔʁʒ le bɛ̃]）是法国阿尔代什省的一个市镇，属于普里瓦区。

## 地理
圣乔治莱班（44°51'40"N, 4°48'33"E）面积14.11 平方千米，位于法国奥弗涅-罗讷-阿尔卑斯大区阿尔代什省，该省份为法国东南部内陆省份，北起顺时针与卢瓦尔省、伊泽尔省、德龙省、沃克吕兹省、加尔省、洛泽尔省和上盧瓦爾省接壤。
与圣乔治莱班接壤的市镇（或旧市镇、城区）包括：博沙斯泰勒、罗讷河畔沙尔姆、吉亚克和布吕扎克、图洛、罗讷河畔埃图瓦勒。

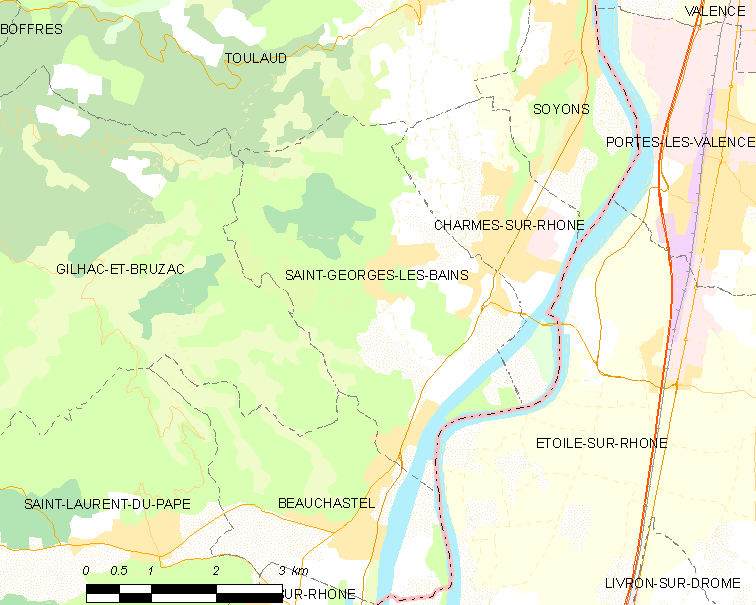
圣乔治莱班的OSM定位图

圣乔治莱班的时区为UTC+01:00、UTC+02:00（夏令时）。

## 行政
圣乔治莱班的邮政编码为07800，INSEE市镇编码为07240。

## 政治
圣乔治莱班所属的省级选区为罗讷-埃里约县。

## 人口

1962-2008年间圣乔治莱班人口变化图示

圣乔治莱班于2022年1月1日时的人口数量为2415人。